# Meteoblue
Meteoblue là một dịch vụ khí tượng được tạo ra tại Đại học Basel, Thụy Sĩ, hợp tác với Cơ quan Khí quyển và Đại dương Quốc gia Hoa Kỳ và Trung tâm Dự báo Môi trường Quốc gia. Vào năm 2006, Meteoblue sau đó được thành lập như một công ty phụ trợ để phục vụ khách hàng, đặc biệt là trong lĩnh vực nông nghiệp cũng như năng lượng và gió.
Động lực cho việc tạo ra dịch vụ này đi kèm với thảm họa hóa học Sandoz gần Basel vào năm 1986. Trong vụ hỏa hoạn, các dịch vụ y tế đã an toàn và đã cố gắng lấy thông tin liên quan đến hướng gió để bảo vệ dân chúng khỏi các loại khí độc và độc hại. Sau khi nhận được thông tin mâu thuẫn từ các dịch vụ khí tượng của Thụy Sĩ, Pháp và Đức - Basel được đặt tại ba điểm của ba quốc gia này - các nhà nghiên cứu tại trường đại học địa phương đã thành lập Viện Khí tượng, Khí hậu học và Viễn thám dự định mô hình hóa tình hình thời tiết địa phương chính xác hơn. Vì dịch vụ khí tượng này chưa có trung tâm dữ liệu riêng, dự đoán thời tiết được cung cấp qua trang web của trường đại học không có sẵn, nhưng dịch vụ này nhanh chóng trở thành nguồn thông tin ưa thích cho các nhà leo núi, tàu lượn, nhà thiên văn học và những nông dân.
Sau khi chuyển sang một công ty khí tượng tư nhân, Meteoblue là dịch vụ thời tiết đầu tiên trên thế giới đưa ra dự đoán thời tiết trong bản tóm tắt đồ họa cho bất kỳ vị trí nào được chọn tùy ý trên trái đất. Bên cạnh đó, nó dự đoán thời tiết cho một số lục địa trên quy mô không quen thuộc với các dịch vụ thời tiết khác, ví dụ Châu Âu sử dụng 3 km (1,86 mi) lưới, bao gồm một khu vực có chứa Belarus, Hy Lạp, Bồ Đào Nha, Ireland và Vương quốc Liên hiệp Anh và Bắc Ireland hoặc bắc Phi bằng cách sử dụng 10 km lưới. Cả Mô hình Mesoscale không thủy tĩnh (NMM, được phát triển bởi NOAA) và Hệ thống mô hình hóa môi trường NOAA (NEMS) đều được sử dụng để dự đoán thời tiết. Dịch vụ thời tiết vẫn có sẵn công khai, được hỗ trợ bởi quảng cáo, trên trang web của mình và viện nghiên cứu khí tượng của trường đại học vẫn liên kết với dự đoán thời tiết của Meteoblue.

## Liên kết ngoại
- Trang web của meteoblue